# Wend von Wietersheim
Wend von Wietersheim (18 de abril de 1900 - 19 de septiembre de 1975) fue un general alemán en la Wehrmacht durante la II Guerra Mundial. Recibió la Cruz de Caballero de la Cruz de Hierro con Hojas de Roble y Espadas de la Alemania Nazi.

## Carrera
Wietersheim nació en 1900 en sel seno de la familia del chambelán Walter von Wietersheim (1863-1919). Wietersheim sirvió en la I Guerra Mundial con el 4º (1º Silesio) Húsares "von Schill" Fue retenido en el Reichswehr de la República de Weimar, sirviendo en la caballería. En 1938 fue transferido a las fuerzas Panzer (tanques)  como adjunto en la 3ª División Panzer. Con esta unidad participó en la invasión alemana de Polonia. Wietersheim asumió el mando del batallón de infantería motociclista de la 1ª División Panzer. Lideró este batallón en la Batalla de Francia.
Wietersheim fue seleccionado comandante de un regimiento de fusileros de la 1ª División Panzer el 20 de julio de 1941, con el que tomó parte en la invasión de la Unión Soviética, la Operación Barbarroja. La 1ª División Panzer estaba subordinada al Grupo Panzer 4 a las órdenes del General Erich Hoepner operando en el sector septentrional del frente oriental. A finales de 1944, Wietersheim estaba en el sur de Francia, comandando la 11.ª División Panzer y tuvo que hacer frente a los aterrizajes anfibios aliados cerca de Tolón y Niza. Wietersheim se rindió a la 90.ª División de Infantería estadounidense en mayo de 1945, en Checoslovaquia cerca de la frontera con Baviera.

## Condecoraciones
- Cruz de Hierro (1914) 2ª Clase (5 de abril de 1919)[4]
- Broche de la Cruz de Hierro (1939) 2ª Clase (1 de octubre de 1939)[4]
- Cruz de Hierro (1939) 1ª Clase (20 de mayo de 1940)[4]
- Insingnia Panzer en Plata[5]
- Medalla de herido en Negro[5]
- Cruz Alemana en Oro el 24 de diciembre de 1941 como Oberstleutnant en Kradschützen-Bataillon 1[6]
- Cruz de Caballero de la Cruz de Hierro con Hojas de Roble y Espadas
  - Cruz de Caballero el 10 de febrero de 1942 como Oberstleutnant y comandante del Schützen-Regiment 113[7]
  - 176ª Hojas de Roble el 12 de enero de 1943 como Oberst y comandante del Panzergrenadier-Regiment 113[7]
  - 58.ª Espadas el 26 de marzo de 1944 como Generalmajor y comandante de la 11. Panzer-Division[7]